# 구 러시아 영사관

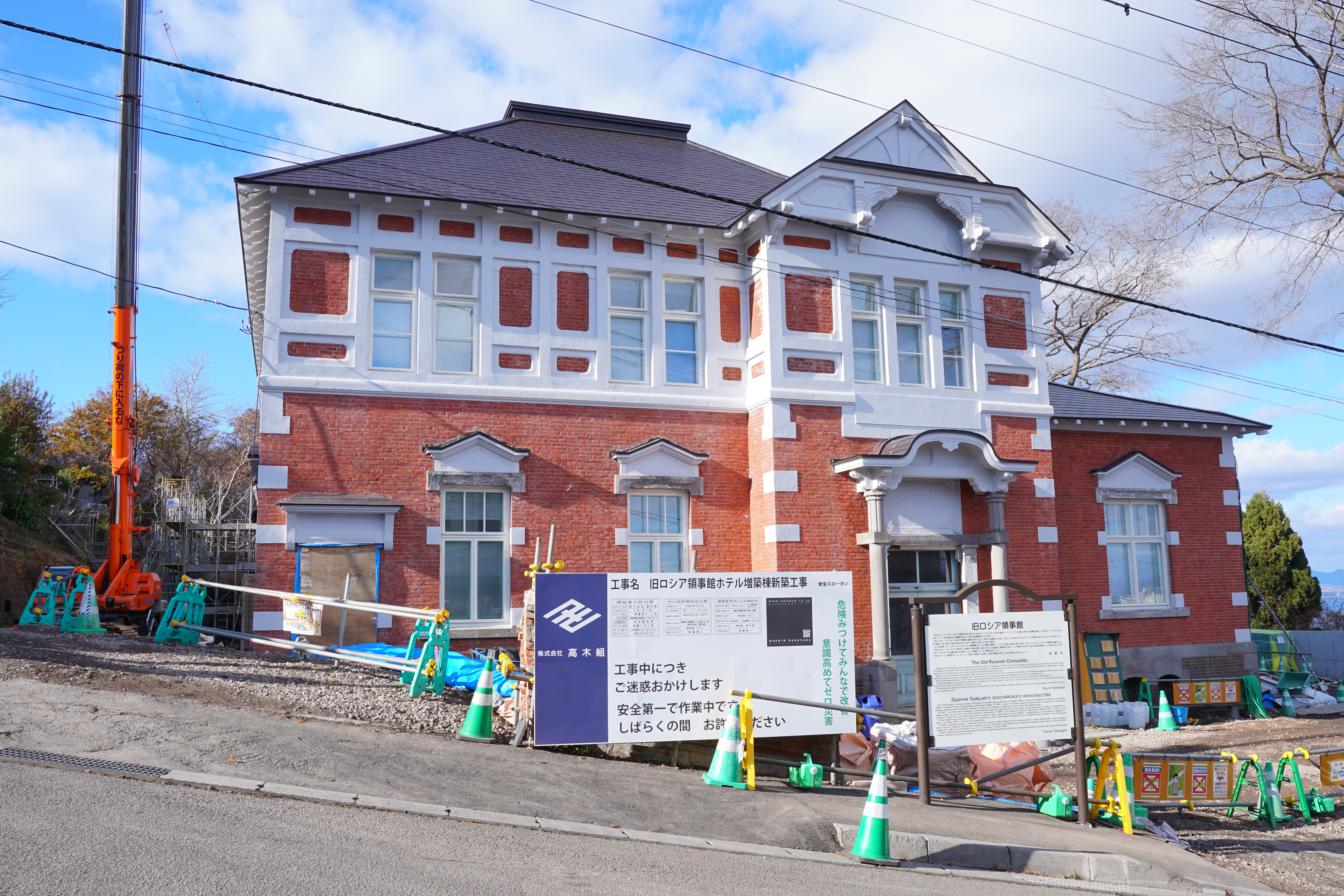
구 러시아 영사관

구 러시아 영사관(일본어: 旧ロシア領事館, 러시아어: Старое русское консульство)은 일본 홋카이도 하코다테시 후나미초에 있는 한때 러시아 제국 및 소련의 영사관 건물이다. 하코다테시의 경관 형성 지정 건축물로 지정되어 있으며, 일본에서 현존하는 유일한 러시아 제국의 재외 공관 건축물이다.
2021년에 나고야의 기업에 매각되어 2023년 3월에 호텔로서 공사가 시작되었다.

## 같이 보기
- 하코다테시 구 영국 영사관